# 姉小路家綱
姉小路 家綱（あねがこうじ いえつな）は、室町時代中期の公卿。従三位・姉小路高基の子。姉小路家当主。

## 概要
姉小路家綱は、史料に初めて登場する「飛騨国司の姉小路氏」である。『後深心院関白記』永和4年（1378年）8月27日条に見える。この際、従三位と参議に叙任されており、当時の姉小路家の家格に見合わない昇進であったため、近衛道嗣はこれを不審だとしている。また、道嗣は家綱が従三位・参議に叙任されたのは、光明法皇の推挙のためであり、法皇が推挙した理由は、家綱の妻の姉妹が法皇に仕えていたことが関係していると考えられる。
ただし、姉小路家が最初に飛騨国司を務めたタイミングは不明であり、建武政権下説、応安4年（1371年）説などがある。家綱は、貞和4年（1348年）に光明天皇が行幸した際に「近衛次将基氏朝臣」として名前が見える。そして、貞治2年（1363年）には、左中将であった家綱と左少将であった弟の姉小路頼時（後の古川家の祖）が朝廷に出仕しないことを理由に暫定的に解任されている。以上のことから、家綱が飛騨国司となったのは、貞治2年（1363年）から永和4年（1378年）の間となる。ただし、北朝と南朝のどちらによって任官されたのかは不明。また、応安4年（1371年）には北朝方の斯波義高と「飛騨国司」が戦闘しているが、これが家綱のことであるかは不明。